# Леонардо Гиралдини
Леонардо Гиралдини (итал. Leonardo Ghiraldini; 26. децембар 1984) је професионални рагбиста, капитен италијанске рагби јунион репрезентације и играч енглеског клуба Лестер тајгерс.

## Биографија
Висок 183 цм, тежак 99 кг, Гиралдини игра на позицији број 2 - талонер (енгл. Hooker). У каријери је пре Лестера играо и за Петрарку, Калвизијано и Бенетон Тревизо (рагби јунион). За италијанску репрезентацију одиграо је 80 тест мечева и постигао 4 есеја.